# 양서초등학교 (경기)
양서초등학교는 대한민국 경기도 양평군 양서면 도곡리에 있는 공립 초등학교이다.

## 학교 연혁
- 1926년 8월 21일 설립인가
- 1927년 4월 12일 양서공립보통학교 개교
- 1938년 4월 1일 교명 변경[1] (양서공립심상소학교)
- 1941년 4월 1일 교명 변경[2] (양서공립국민학교)
- 1949년 9월 5일 양수국민학교 분리
- 1949년 11월 25일 대아국민학교 분리
- 1996년 3월 1일 현재 교명으로 변경[3]
- 2010년 3월 1일 병설유치원 개원
- 2021년 1월 12일 제91회 졸업식 5명 졸업(총 3447명)
- 2021년 3월 1일 제30대 김기동 교장 취임
- 2022년 1월 4일 제92회 졸업식 13명 졸업(총 3460명)

## 학교 상징
- 교화 - 개나리 : 미래를 추구하는 약속 정신, 계절을 앞서가는 선구자 정신, 꿋꿋하게 자라나는 강인한 정신, 모두 다같이 함께 하는 어울림 정신
- 교목 - 향나무 : 향나무를 교목으로 삼은 뜻은 향나무의 푸르름과 점잖고 거룩한 자태처럼 지조와 장수, 고고한 기품, 대장부의 심지를 나타내며, 높은 기상과 조화로운 인재를 길러내는 교육의 전당이라는 뜻이다.

## 참고 자료
- 양서초등학교 - 한국교육학술정보원 학교알리미